# فصل الدي أن إيه بالامتزاز على السليكا
فصل الدنا بالامتزاز على السليكا
فصل الدنا بالامتزاز -التصاق الجزيئات أو الأيونات على أسطح السوائل أو المواد الصلبة- على السليكا (بالإنجليزية: DNA separation by silica adsorption)‏و هي طريقة لفصل الحمض النووي الدنا بالامتزاز على سطح السليكا (أو ثاني أكسيد السيليكون) الامتزاز هام لطريقة فصل الحمض النووي التي تستخدم في التقنيات الحديثة التي تستخدم قنوات صغيرة.
المبدأ الكامن وراء هذا النوع من الفصل يعتمد على جزيئات الحمض النووي الدي أن إيه التي ترتبط على سطوح السيلكا بوجود بعض الأملاح وبدرجة حامضية معينة.